# Rubis (Rakete)

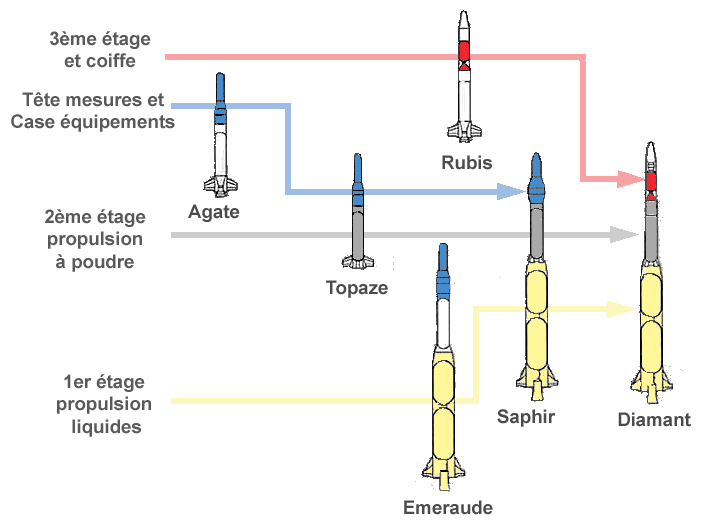
Rubis im Kontext anderer französischer Raketen

VE 210 Rubis ist die Bezeichnung einer zweistufigen französischen Versuchsrakete. Als Erststufe verwendet die Rubis eine Agate, als Zweitstufe eine P064. Die Rubis hat eine Gipfelhöhe von 2000 Kilometern, einen Startschub von 186,00 kN, einen Durchmesser von 0,80 m und eine Länge von 9,60 m. Die Rubis wurde vom 10. Juni 1964 bis zum 5. Juli 1967 elfmal gestartet. Bis auf den letzten Start, der von Biscarrosse erfolgte, wurden alle Rubis-Raketen vom Centre interarmées d’essais d’engins spéciaux in Algerien gestartet. Sie diente dem Test der Oberstufe der späteren Diamant-Rakete.
Sie gehörte zum französischen VE (Vehicles Experimental) Programm zur Entwicklung von Luft-, Silo- oder U-Boot gestützten ICBM bzw. der Entwicklung von Trägerraketen, zu dem auch die VE8, VE9, VA10 Aigle, VE110 Agate, VE111 Topaze, VE121 Emeraude und die VE231 Saphir gehörten. Diese Raketen wurden ab 1959 auf Anweisung von de Gaulle durch die im September 1959 gegründete Firma SEREB (Societe pour l'Etude et la Realisation d'Engins Balistiques) entwickelt.